# Големи Ясеновец
Големи Ясеновец (до 1945 г. Голѣми Ясеновецъ, на сръбски: Велики Јасеновац или Veliki Jasenovac) е село в Сърбия, община Зайчар. В 2002 година селото има 370 жители.

## История
В миналото селото има предимно влашко население. От 1878 до 1919 година селото е в територията на България. В него живеят торлаци (253 души), власи (94), румънец (1) и 22 други. През 1948 г. броя на населението е 1059 души, през 1953 – 992, 1961 – 880, 1971 – 835, 1981 – 677, 1991 – 525 и през 2002 е 370 души. На преброяването през 2002 година 68% от жителите се определят като сърби, а 25% като власи.

## Културни и природни забележителности
В селото има българско културно дружество „Зорница“ (на сръбски: Друштво за културу Бугара североисточне Србиjе „Зорница“). Създадено е през 2004 г. Работи за запазване и развитие на българската култура в североизточна Сърбия. Председател на дружеството е Славиша Дандукович.